# Tét
Tét est une ville et une commune du comitat de Győr-Moson-Sopron en Hongrie.